# Javorinka (Białka)
Die Javorinka (slowakisch auch Javorový potok genannt; polnisch Jaworowy Potok, älter Jaworzynka oder Jaworzyński Potok, deutsch Ahornbach, Uhrnbach oder Javorinkabach, ungarisch Jávor-patak oder Javorina-patak) ist ein 18,9 km langer Fluss in der Nordslowakei und kurz in Südpolen und ein rechtsseitiger Zufluss der Białka (slowakisch Biela voda) in der Landschaft Zips (slowakisch Spiš).
Der Fluss hat seine Quelle im Bergsee Žabie pleso javorové (deutsch Krotensee) im Tal Javorová dolina in der Hohen Tatra, obwohl er im obersten Lauf unter den Felsblöcken „verloren geht“ und taucht dauerhaft erst ab einer Höhe von etwa 1580 m n.m. auf. Nach einer anfänglichen Strecke nach Nordwesten fließt die Javorinka ungefähr gegen Norden und sammelt sämtliche Bäche aus dem weit verzweigten Talsystem der Javorová dolina, darunter den rechtsseitigen Meďodolský potok. Danach berührt das Tal die westlichen Ausläufer des Gebirges Belianske Tatry (deutsch Belaer Tatra), bevor der Fluss Tatranská Javorina und schließlich nach einer kurzen Fließstrecke nach Nordosten Podspády erreicht. Im letzten Teil fließt die Javorinka nach Norden und bildet für die letzten ca. zwei Kilometer die polnisch-slowakische Grenze, bevor sie südlich von Jurgów in die Białka mündet.
Der Flussname weist auf die einst reich vorhandenen Ahornwälder (slowakisch javor) in der Gegend hin. Im Deutschen gab es neben dem direkt übernommenen Namen Javorinkabach auch die Übersetzung Ahornbach oder mundartlich Uhrnbach.